# (26982) 1997 UY21
1997 يو واي 21 (ويعرف أيضًا باسم (26982) 1997 يو واي 21 وفق تسمية الكوكب الصغير) (بالإنجليزية: 1997 UY21)‏ هو كويكب ضمن حزام الكويكبات؛ وترتيبه 26982 من حيث الاكتشاف.
اكتُشف هذا الجُرم الفلكي بواسطة شوهي سوزوكي في 25 أكتوبر 1997.

## وصلات خارجية
- (26982) 1997 UY21 في قاعدة بيانات مختبر الدفع النفاث لأجرام النظام الشمسي الصغيرة

- الاكتشاف · مخطط المدار ·  العناصر المدارية · المعلمات المادية

- (26982) 1997 UY21 على موقع ويكي سكاي: DSS2, SDSS, GALEX, IRAS, Hydrogen α, X-Ray, Astrophoto, Sky Map, Articles and images